# LGV Nord
Az LGV Nord egy 333 km hosszú, kétvágányú, 25 kV 50 Hz-cel villamosított, nagysebességű vasútvonal Franciaországban. A TGV-hálózat részeként összeköti Párizst a belga határral és az Eurotunnellel. Az 1993-ban megnyitott vasútvonalon közlekedő szerelvények maximális sebessége 300 km/h, ezáltal jelentősen lecsökkent az utazási idő a francia főváros és Lille között. A vasútvonal az A1-es autópálya nyomvonalát követi 130 km-en át. Az LGV Nord bonyolítja le a legváltozatosabb forgalmat, hiszen a TGV Sud-Est, TGV Réseau, TGV Atlantique, TGV Duplex, Eurostar, Thalys PBA és Thalys PBKA szerelvények mind használják. Irányítását a lille-i forgalomirányító központból végzik.

## A vonal
A tulajdonképpeni LGV Nord Arnouville település mellett kezdődik, 16,6 km-re a párizsi Gare du Nord-tól. Vémars mellett csatlakozik az LGV Interconnexion Est-hez, mely révén kapcsolata van a Párizs-Charles de Gaulle repülőtérrel valamint Marne-la-Vallée-vel és a Disneyland-del. Chevrièrestől Lilleig az A1-es autópályával párhuzamosan halad. Ablaincourt-Pressoir mellett épült fel a TGV Haute-Picardie állomás, mely az átszállást biztosítja a regionális vonatokra. Croisilles mellett mellett elágazik Arras városa felé. Fretin mellett csatlakozik a belga HSL 1 nagy sebességű vasútvonalhoz, mely összeköti Lille-t Brüsszellel. Fretinnél a vasútvonal csatlakozik a hagyományos Lezannes-Lille vasútvonalhoz, melyet a Lille-Europe állomást kiszolgáló szerelvények használnak. A vasútvonal utolsó állomása Calais-Fréthun, mely után csatlakozik az Egyesült Királyság vasúti hálózatával összeköttetést biztosító Eurotunnellel.
A nyomvonal kiválasztását rengeteg kritika érte, elsősorban Pikárdia régióban, hiszen a vonal elkerüli Amiens városát. A francia kormány azonban úgy döntött, hogy a legrövidebb Párizs-Lille-London útvonal érdekében egyenes pályát épít, elkerülve Amienst. A probléma megoldása érdekében épül az új LGV Picardie nagysebességű vasútvonal.

## Állomások
Az LGV Nord a következő állomásokat szolgálja ki:
- Párizs (Gare du Nord)
- TGV Haute-Picardie
- Arras
- Lille-Europe
- Calais-Fréthun

A TGV Haute-Picardie állomás gúnyneve Céklagyökér-állomás mivel a pikárdiai termőföldek közepén fekszik, távol bármilyen településtől. Az arrasi állomás egy leágazás végében fekszik, mely a TGV Haute-Picardie állomásról indul.

## Története
- 1989. szeptember 29: a projekt megépítésének bejelentése
- 1991. szeptember 2: a sínek lerakásának elkezdése
- 1992. szeptember 9: a felsővezeték üzembehelyezése
- 1992. október 20: az első próbajárat
- 1993. május 23: elindult a forgalom Párizs és Arras között
- 1993. december 21: a TGV 7150-es Valenciennes és Párizs között 300 km/h sebességgel közlekedő szerelvény kisiklott a jövendő TGV Haute-Picardie állomás területén. A 200 utasból mindössze egy szenvedett kisebb sérüléseket. A kisiklás oka egy pálya alatti Első világháborúból származó lövészárok beomlása volt a heves esőzések miatt.

## Képek

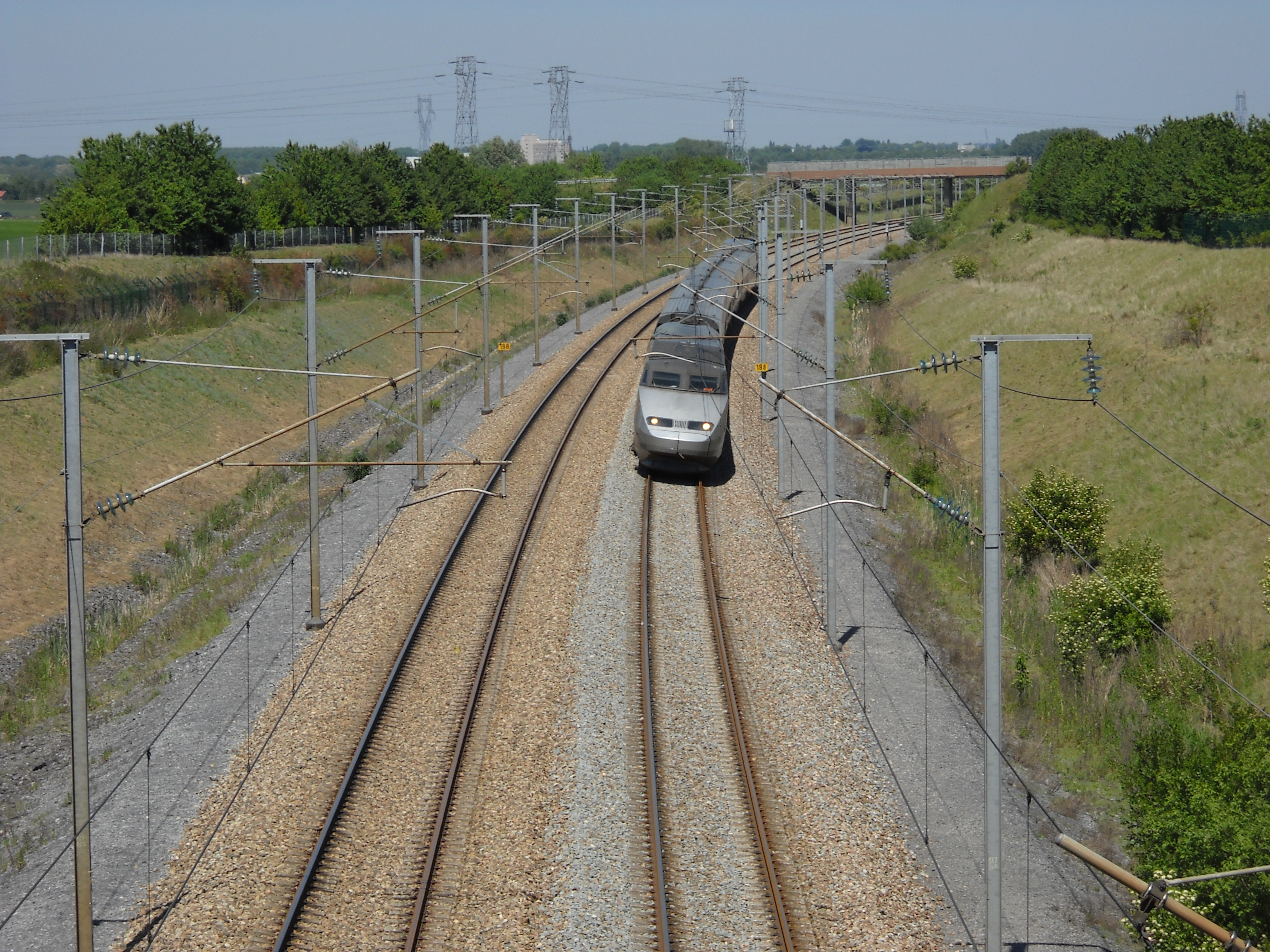
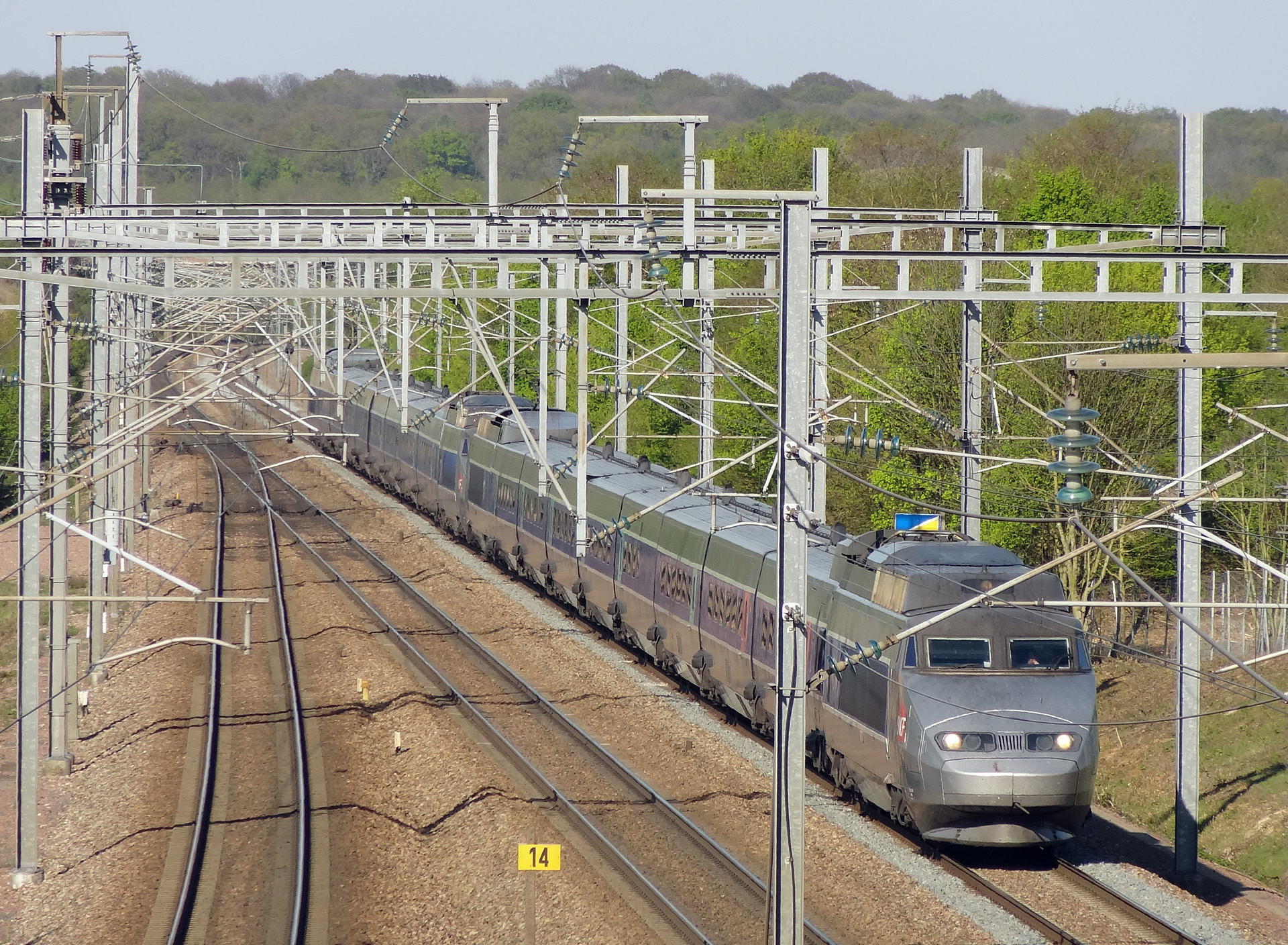
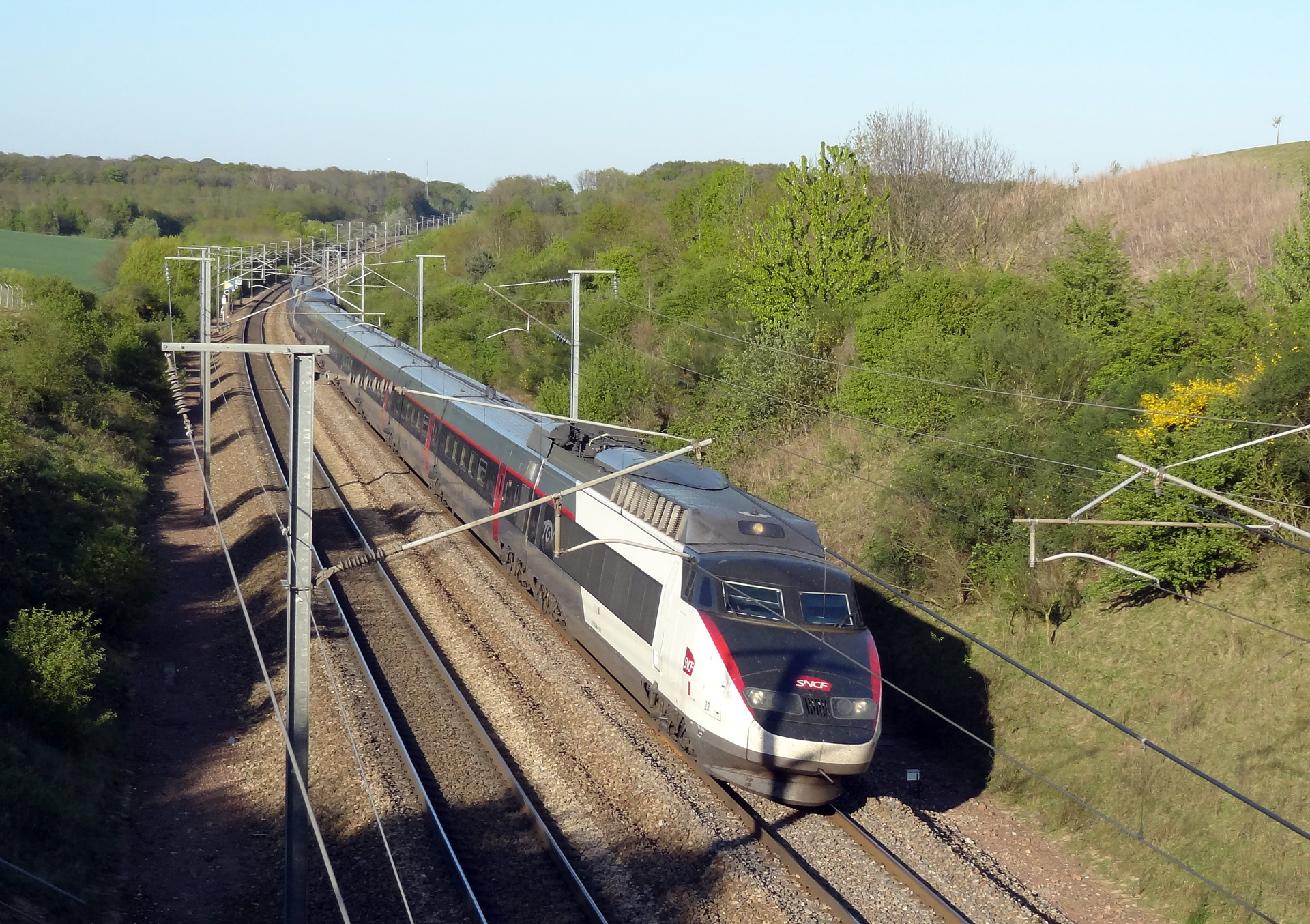
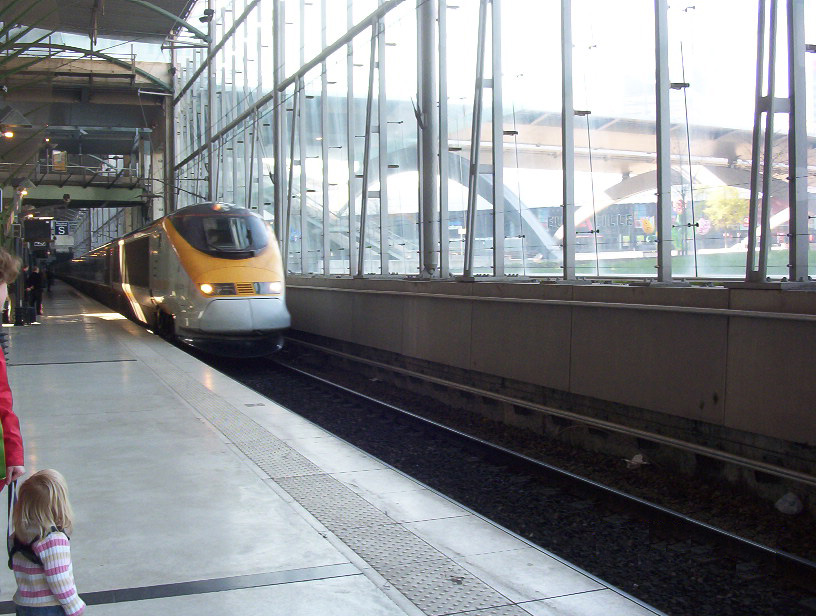
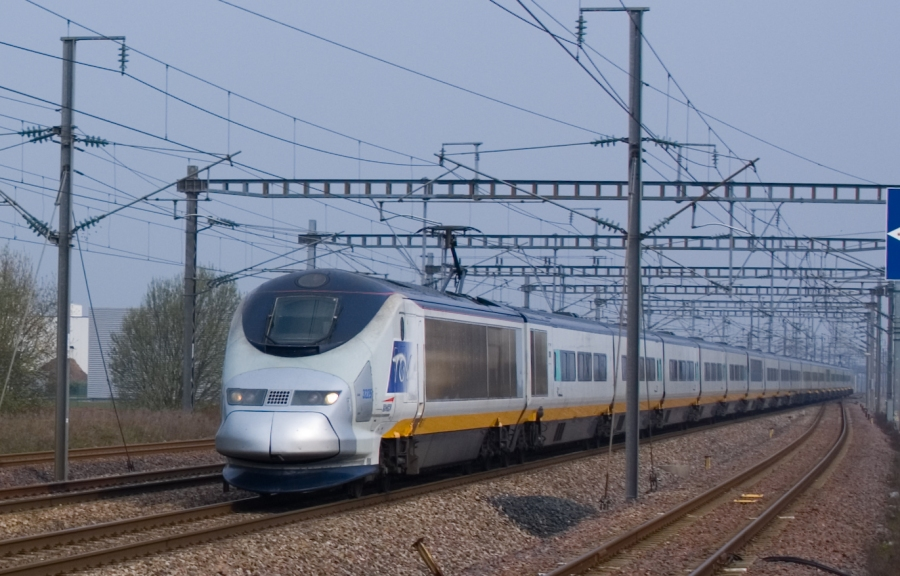

## Fordítás
- Ez a szócikk részben vagy egészben  a   LGV Nord című angol Wikipédia-szócikk ezen változatának fordításán alapul.  Az eredeti cikk szerkesztőit annak laptörténete sorolja fel. Ez a jelzés csupán a megfogalmazás eredetét és a szerzői jogokat jelzi, nem szolgál a cikkben szereplő információk forrásmegjelöléseként.